# Gustaf Edlund
Frans Gustaf Agaton Edlund, född 7 mars 1885 i Svärdsjö socken, Kopparbergs län, död 8 november 1962 i Danderyds församling, var en svensk väg- och vattenbyggnadsingenjör.
Efter studentexamen 1902 utexaminerades Edlund från Kungliga Tekniska högskolan (KTH) 1907, varefter han blev löjtnant vid Väg- och vattenbyggnadskåren 1914, major 1933, överstelöjtnant 1942 och överste 1950. Han var ingenjör vid AB Vattenbyggnadsbyrån 1909–12, blev assistent hos Johan Gustaf Richert vid KTH 1910, byggnadschef i Kalmar 1912, verkställande direktör i betongbolaget Effektiv 1913, var byggnadschef och stadsingenjör i Landskrona 1914–20 och hamndirektör i Malmö 1921–39.
Edlund var verkställande ledamot i Skånska hamnförbundet 1922–39, verkställande direktör i Malmö frihamn 1927–39, vid militärstaben från 1939, vice ordförande i Sydsvenska geografiska sällskapets styrelse, ordförande i Malmö industriförening och vice ordförande i Svenska  kommunaltekniska föreningen till 1939. Han utförde bland annat utredningar för Statens transportkommitté 1940 och var av Kommerskollegium tillkallad sakkunnig beträffande tågfärjetrafiken med utlandet 1942. Han var redaktör för trebandsverket "Handbok i samfärdselteknik" (1949–50).